# Jan Sprengel
Jan Sprengel (ur. 1517 w Elblągu, zm. 5 września 1602 tamże) – burmistrz Elbląga, burgrabia królewski, rektor Gimnazjum Akademickiego w Elblągu.
Pochodził z rodziny patrycjuszowskiej, był synem Walentego i Anny z Kaltenbergów. Nauki początkowe pobierał w Elblągu, potem studiował w Wittenberdze (nie uzyskując stopnia akademickiego). W 1536 powrócił do Elbląga i w otwartym rok wcześniej Gimnazjum został nauczycielem, prawdopodobnie łaciny w najniższych klasach. Po odejściu z gimnazjum Wilhelma Gnapheusa pomagał w 1542 w kierowaniu szkoła Krzysztofowi Heylowi; wkrótce również opuścił placówkę, przechodząc na stanowisko pisarza w Radzie Miejskiej, a następnie jej sekretarza. W 1546 na koszt miasta ukończył studia w Wittenberdze, wieńcząc naukę dyplomem magistra, i w latach 1546–1548 pełnił funkcję rektora Gimnazjum Elbląskiego.
W 1549 powrócił na stanowisko sekretarza Rady Miejskiej Elbląga. W 1558 przegrał proces o sfałszowanie akt sądowych, wytoczony przez Michała Friedwalda, nie przeszkodziło to jednak jego dalszej karierze. Z kolejnych spraw wnoszonych przez Friedwalda, których adresatami byli też inni członkowie Rady Miejskiej, Sprengel wychodził obronną ręką, m.in. uniewinniony w 1568 przed tzw. komisją Karnkowskiego.
Od 1566 Sprengel był członkiem Rady Miejskiej, w ramach której pełnił szereg urzędów; w 1576 został burmistrzem. Na stanowisku tym położył znaczące zasługi dla rozwoju gospodarczego miasta. Zdecydowało o tym poparcie, jakiego udzielił po elekcji Stefanowi Batoremu w imieniu miasta, w odróżnieniu od zbuntowanego Gdańska. Sprengel opowiedział się za Stefanem Batorym już w sierpniu 1576 na sejmiku pruskim w Gniewie, a następnie 10 września tegoż roku złożył w Elblągu hołd królowi i uczestniczył w toruńskim sejmie koronnym. Dzięki temu Elbląg uzyskał nowe przywileje oraz potwierdzenie dotychczasowych, a po zakazie handlu z Gdańskiem, wydanym przez Stefana Batorego w marcu 1577, wraz z Toruniem przejął handel zbożem i innymi towarami, sprowadzanymi drogą morską i lądową. Nowa sytuacja wymogła rozbudowę portu elbląskiego i dostosowanie go do roli portu morskiego, w czym udział miał także Sprengel, podobnie jak w organizowaniu wspólnie z Mikołajem Firlejem i Piotrem Kłoczowskim floty polskiej w Elblągu.
We wrześniu 1577 Sprengel w roli burgrabiego królewskiego bronił Elbląga w czasie najazdu floty gdańskiej sprzymierzonej z Duńczykami. Zdołał odeprzeć atak, ale nie uchronił miasta i okolicy przed zniszczeniami; uzyskawszy wsparcie królewskie, przeprowadził sprawną odbudowę Elbląga i rychło uruchomił ponownie port. Niebawem jednak Gdańsk przywrócony został do łask Batorego i znaczenie handlowe Elbląga osłabło. W tej sytuacji Sprengel podjął negocjacje z Kompanią Wschodnią kupców angielskich i mimo przeszkód, czynionych przez przedstawicieli Gdańska wspartych przez kanclerza Jana Zamoyskiego, doprowadził do osiedlenia się w Elblągu Anglików, stanowiących przez kolejne trzydzieści lat filar życia gospodarczego miasta.
Sprengel siedmiokrotnie pełnił obowiązki burmistrza prezydującego, piętnastokrotnie był burgrabią królewskim, wielokrotnie uczestniczył w sejmikach generalnych pruskich oraz w polskich sejmach koronnych. Utrzymywał stały kontakt z Gimnazjum Elbląskim, w latach 1564–1579 prowadząc z ramienia Rady Miejskiej rachunki szkolne, a także sprawując władzę administracyjną jako scholarcha i protoscholarcha. Przyczynił się do odrodzenia szkoły pod koniec XVI stulecia, powierzając funkcję rektora Janowi Myliusowi, inicjując budowę nowego gmachu i kierując jego budową, wreszcie wspierając przekształcenie programu nauczania z gramatyczno-retorycznej szkoły średniej w 7-klasowe gimnazjum akademickie.
Sprengel zmarł we wrześniu 1602 w czasie zarazy. Był dwukrotnie żonaty, z Justyną z Röbernów oraz z Anną z Braunów, miał syna Henryka.